# Округ Итон (Мичиген)
Итон (енгл. Eaton County) је округ у америчкој савезној држави Мичиген.

## Демографија
По попису из 2010. године број становника је 107.759, што је 4.104 (4,0%) становника више него 2000. године.
| Група             | 2000.          | 2010.          |
| Белци             | 91.895 (88,7%) | 91.540 (84,9%) |
| Афроамериканци    | 5.481 (5,3%)   | 6.811 (6,3%)   |
| Азијати           | 1.173 (1,1%)   | 1.809 (1,7%)   |
| Хиспаноамериканци | 3.323 (3,2%)   | 5.101 (4,7%)   |
| Укупно            | 103.655        | 107.759        |